# 배종호 (철학자)
배종호(裵宗鎬, 1919-1990)는 한국의 철학자로, 유학(儒學) 등 한국 전통 철학을 연구하였다. 본관은 분성(盆城), 호는 지산(智山). 1982년 한국동양철학회 회장 등을 역임했으며, 저서로 《철학개관》, 《철학개론》, 《한국유학사》 등이 있다.
경상남도 산청에서 태어나 어린 시절 한학을 배웠으며, 1937년 진주공립고등보통학교, 1943년 경성제국대학 철학과를 졸업하고 여러 학교에서 교편을 잡았다. 1960년부터 1984년까지 연세대학교 철학과 교수로 재직하였고, 정년퇴임 이후에도 1984년부터 1990년까지 원광대학교 교수로 재직하였다.

## 수상
- 국민훈장 목련장
- 국민훈장 모란장
- 2010년 율곡대상[3]